# Umm al-Kuvajn
Umm al-Kuvajn (arabsky أم القيوين‎; anglicky Umm al-Quwain) je desáté nejlidnatější město ve Spojených arabských emirátech. Je to hlavní město emirátu Umm al-Kuvajn a nachází se na pobřeží Perského zálivu. V roce 2010 mělo 32 800 obyvatel. Ve městě je námořní přístav. Správní instituci spravující město (Obec Umm al-Kuvajn), je podřízeno celé území emirátu Umm al-Kuvajn.

## Obyvatelstvo
Vývoj počtu obyvatel zachycuje tabulka:
| rok  | způsob  | počet obyvatel |
| ---- | ------- | -------------- |
| 1975 | sčítání | 5 642          |
| 1980 | sčítání | 9 652          |
| 1985 | sčítání | 17 926         |
| 1995 | sčítání | 25 052         |
| 2005 | sčítání | 32 800         |